# Chevel Modiʿin
Chevel Modiʿin (hebräisch מוֹעָצָה אֲזוֹרִית חֶבֶל מוֹדִיעִין Mōʿatzah Asōrīt Chevel  Modiʿin, deutsch ‚Regionaler Rat Landstrich/Bezirk Modiʿin‘) ist ein Regionalverband im Zentralbezirk Israels mit einem Kibbuz, 19 Moschavim  und vier Dörfern. Der Regionalverband erstreckt sich über Orte in der hügeligen Schfelah im Westen bis östlich ins Bergland von Benjamin, dem nordwestlichen Teil des Judäischen Berglandes. Die Einwohnerzahl beträgt 24.098 (Stand: Januar 2022). 2014 lebten im 129 km² großen Gebiet 22.800 Einwohner. Der Regionalrat hat seinen Sitz in Schoham, das selbst nicht dazu gehört, sondern eine Enklave inmitten des Verbands bildet.

Gebiet des Chevel Modiʿin in dunkelgrün neben anderen Gebietskörperschaften

## Liste der Gebietskörperschaften
Der Chevel Modiʿin umfasst drei Gemeinschaftssiedlungen, ein Jugenddorf, einen Kibbuz und 19 Moschavim.
- Achisamach, Moschav
- Bareqet, Moschav
- Beʾerot Jizchaq, Kibbuz
- Beit ʿArif, Moschav
- Beit Nechemia, Moschav
- Ben Schemen, Jugenddorf
- Ben Schemen, Moschav
- Bnei ʿAtarot, Moschav
- Chadid, Moschav
- Gimso, Moschav
- Ginnaton, Moschav
- Givʿat Koach, Moschav
- Kerem Ben Schemen, Moschav
- Kfar Daniel, Moschav
- Kfar Ruth, Moschav
- Kfar Truman, Moschav
- Lapid, Gemeinschaftssiedlung
- Masor, Moschav
- Mevo Modiʿim, Gemeinschaftssiedlung
- Nechalim, Moschav
- Nofech, Gemeinschaftssiedlung
- Rinnatja, Moschav
- Schillat, Moschav
- Tirat Jehuda, Moschav

## Demografie
| Jahr der Volkszählung | 1961  | 1972  | 1983  | 1995   | 2008   |
| Anzahl der Einwohner  | 7.000 | 7.500 | 9.100 | 12.200 | 18.700 |

| Jahr                 | 2009   | 2010   | 2011   | 2012   | 2013   | 2014   |
| Anzahl der Einwohner | 19.700 | 20.500 | 21.200 | 21.800 | 22.400 | 22.800 |